# 애니매트릭스
《애니매트릭스》(영어: The Animatrix)는 매트릭스 삼부작과 관련된 내용을 다루는 옴니버스 애니메이션이다. 총 9편의 단편으로 이루어져 있다. 특히 에피소드 1~4는 워쇼스키 자매(당시에는 워쇼스키 형제로 활동)가 직접 각본을 집필한 만큼 매트릭스 삼부작의 세계관을 이해하기 위한 주요 단서들이 대거 포석되어 있으며 영화 매트릭스 2: 리로디드 개봉 전 매트릭스 공식 홈페이지를 통해 공개되었다.

## 에피소드

### 오시리스 최후의 비행 (Final Flight of the Osiris)
로봇의 시온 침공을 알린 오시리스호에 대한 내용으로 3D 애니메이션으로 만들어졌다. 각본은 워쇼스키 자매가 감독은 앤디 존스가 맡았다.

### 두 번째 르네상스 파트 1~2 (The Second Renaissance Part I & Part II)
로봇이 인간을 지배하게 된 계기와 과정을 얘기하고 있다. 각본은 워쇼스키 자매가 감독은 마히로 마에다가 맡았다.

### 어느 소년 이야기 (Kid's Story)
네오가 구한 칼 포퍼라는 소년에 대한 이야기. 이 소년은 매트릭스 리로디드와 레볼루션에서 활약한다. 각본은 워쇼스키 자매가 감독은 와타나베 신이치로가 맡았다.

### 프로그램 (Program)
시온 군인의 전투 훈련 프로그램 속에서 한 군인이 갈등을 겪는다. 카와지리 요시아키 감독의 작품.

### 세계 기록 (World Record)
세계 기록 보유자인 육상선수 댄은 극한 상황에서 잠깐 매트릭스를 벗어난다. 코이케 타케시 감독의 작품.

### 비욘드 (Beyond)
매트릭스 내의 오류로 인해 생긴 기묘한 저택. 아이들과 주인공이 그 안에서 신기한 하루를 보낸다. 모리모토 코지 감독의 작품.

### 어느 탐정 이야기 (A Detective Story)
사설 탐정인 애시는 어느 날 해커 트리니티를 쫓는 임무를 맡는다. 여기에 나오는 고양이 다이나는 "거울 나라의 앨리스"에 나오는 고양이 이름이기도 하다. 소설에서는 검은 고양이지만 여기서는 흰색으로 나온다. 감독은 어느 소년 이야기와 마찬가지로 와타나베 신이치로가 맡았다.

### 허가 (Matriculated)
소규모의 반란군이 로봇을 포획해 로봇에게 성(性)에 대한 관심을 불러일으키고 로봇이 그들을 돕도록 매트릭스를 맛보여준다. 한국계 애니메이션 감독 피터 정이 감독하였다.

## 출연
- 키아누 리브스 - 네오
- 캐리 앤 모스 - 트리니티
- 빅터 윌리엄스 - 댄
- 멜린다 클락 - 알렉사
- 케빈 마이클 리처드슨 - 테디우스
- 헤디 버레스 - 씨스
- 필 라마 - 듀오
- 파멜라 애들론 - 주에
- 제임스 아놀드 테일러 - 탐정
- 줄리아 플레처 - 역사가

## 한국판 성우진(SBS)
- 구자형 - 네오(키아누 리브스)
- 오인성 - 댄(빅터 윌리엄스)
- 송도영 - 트리니티(캐리앤 모스)
- 소연 - 알렉사(멜린다 클락)
- 김기현 - 테디우스(케빈 마이클 리차드슨)
- 송연희 - 씨스(헤디 버레스)
- 민응식 - 듀오(필 라마)
- 김서영 - 주에(파멜라 애들론)
- 성완경 - 탐정(제임스 아놀드 테일러)
- 이주연 - 역사가(줄리아 플레쳐)